# کمک‌هزینه

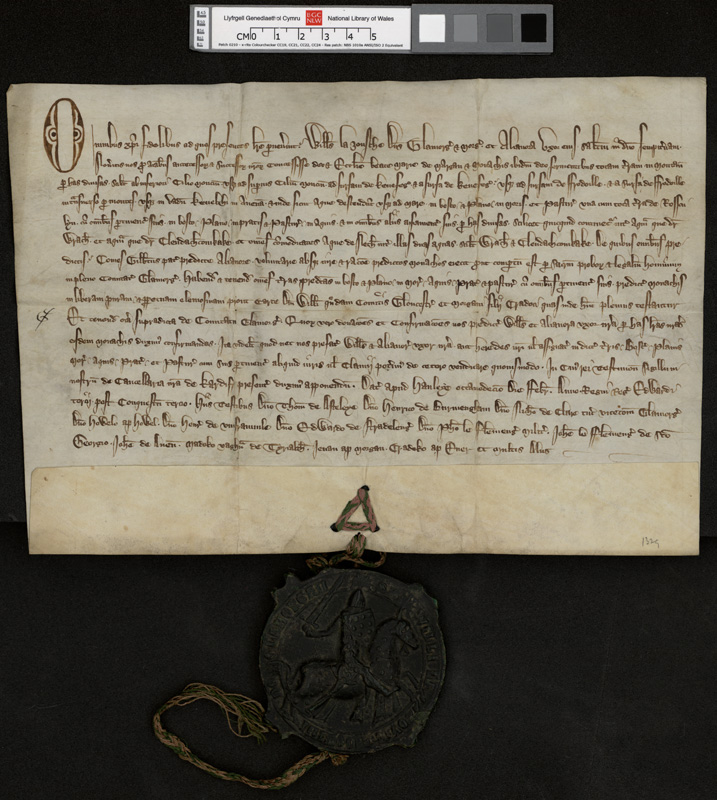
فرم قدیمی پژوهانه، کمک‌هزینه یا وام بلاعوض

کمک‌هزینه، پژوهانه یا وام بلاعوض یا گرنت (به انگلیسی: Grant) هزینه‌ای است که از سوی نهادهای ارائه‌کننده به مؤسسات، نهادها، شرکت‌ها یا افراد دیگری پرداخته می‌شود تا برای پژوهش، راه‌اندازی کسب‌وکار، راه‌اندازی شرکت نوپا یا پرداخت هزینه‌های آموزشی به‌کار گرفته شود.

## واگذاری پژوهانه
اغلب کمک‌هزینه‌ها برای انجام کار یا پروژه ویژه و مشخصی داده می‌شوند و لازم است تا به سازمانی که آن را واگذار کرده گزارش‌هایی نیز ارائه شود. انواع پروژه‌ها (پروژه‌های عمرانی، فرهنگی، بهداشتی، آموزشی، پژوهشی و…) را می‌توان با حمایت پژوهانه‌ها انجام داد.
به عنوان مثال «کمک‌هزینه پژوهشی»، کمک‌هزینه‌ای است که برای انجام طرح پژوهشی اعطا می‌شود. معادل فارسی «کمک‌هزینه پژوهشی»، واژه «پژوهانه» است که مصوب فرهنگستان و به معنای حق‌التحقیق است. در کمک‌هزینه‌های پروژه‌ای، درخواست‌کننده حقیقی یا حقوقی پیشنهاد پژوهشی خود را به نهاد بودجه‌دهنده ارائه می‌کند. ایده اولیه این پروپوزال ممکن است از جانب متقاضی باشد یا ممکن است متقاضی، طرح خود را در پاسخ به یک RFP تهیه کرده باشد.
کمک‌هزینه‌های غیر پروژه‌ای برای موارد خاص مانند کمک به بازماندگان بلایای طبیعی، جویندگان کار، کمک هزینهٔ تحصیلی به دانشجویان و غیره داده می‌شود.

## پژوهانه دهندگان
کمک‌هزینه دهندگان گوناگون و متنوع‌اند، برای نمونه: دولت‌ها، نهادها و سازمان‌های دولتی، صنایع و شرکت‌های خصوصی، سازمان‌های بین‌المللی، سازمان‌های مردم‌نهاد و نیز بنیادهای خیریه. البته شخصیت‌های حقیقی نیز می‌توانند به عنوان پژوهانه دهنده مطرح باشند.

## پایگاه داده پژوهانه‌ها
بانک اطلاعات پژوهانه‌ها: پایگاه‌های اطلاع‌رسانی گوناگونی وجود دارند که به عنوان ابزار جستجوی پژوهانه‌ها مورد استفاده قرار می‌گیرند.